# فرافنی
فرافنی (به لاتین: Farafenni) یک منطقهٔ مسکونی در گامبیا است که در North Bank Division واقع شده‌است.